# Yusuke Murata
村田 雄介
Œuvres principales
- Eyeshield 21
- One-Punch Man

Yusuke Murata (村田 雄介, Murata Yūsuke), né le 4 juillet 1978  dans la préfecture de Miyagi au Japon, est un mangaka japonais. Il est principalement connu pour avoir dessiné les mangas Eyeshield 21, en collaboration avec le scénariste Riichirō Inagaki, et One-Punch Man mais également Les bons petits plats d'un mangaka, en collaboration avec ONE, publié depuis le 14 juin 2012 dans le web magazine Tonari no Young Jump de l'éditeur Shūeisha.

## Biographie
Yusuke Murata a été l'assistant et apprenti de Takeshi Obata (Hikaru no go, Death Note). À l'âge de 12 ans, il a participé à un concours pour dessiner les méchants de Mega Man et a gagné deux fois, avec ses dessins adaptés pour le design final. Les génériques de ces jeux mentionnent son nom en tant que concepteur pour "Dust Man" dans Mega Man 4 et "Crystal Man" dans Mega Man 5, et en remerciement dans Mega Man 3.
Dans une interview pour le Weekly Shonen Jump Murata a déclaré être très intéressé par les uniformes des équipes de football américain, surtout celui des Eagles de Philadelphie. Il a aussi avoué que les casques des équipes de Eyeshield 21 étaient basés sur ceux des Eagles.
Il a aussi illustré des posters pour le 40e anniversaire du Shonen Jump dans lequel figurait les manga les plus populaires du magazine. En tout il a dessiné quatre posters pour l'anniversaire du Jump.
Il est annoncé début 2018 que Yusuke Murata dessine une adaptation à la série cinématographique américaine Retour vers le futur de Robert Zemeckis en manga. 
Sous le nom de BTTF (acronyme du titre original Back to the futur), son premier tome est prévu pour avril 2018 au Japon.